# Endogan Adili
Endoğan Adili (* 3. August 1994 in Brugg) ist ein Schweizer Fussballspieler auf der Position eines offensiven Mittelfeldspielers und Stürmers.
Von 2002 bis 2010 spielte er im Nachwuchs des Grasshopper Club Zürich, gab aber in der Spielzeit 2009/10 sein Debüt für das Profiteam mit Spielbetrieb in der Axpo Super League, der höchsten Spielklasse des Landes. Am 13. Mai 2010 kam er im Alter von 15 Jahren und 286 Tagen zu seinem ersten Einsatz in der Axpo Super League. In der gleichen Partie erzielte er nur knapp zehn Minuten nach seiner Einwechslung sein erstes Tor im Profifussballbereich und ging damit als bisher jüngster Torschütze in die Geschichte der höchsten Schweizer Fussballliga bzw. der europäischen Nachkriegszeit ein.
Als jüngster Torschütze der Nachkriegsgeschichte verbesserte er den fast exakt einen Monat zuvor errungenen Rekord des Österreichers Michael Gregoritsch, der im Alter von 15 Jahren und 361 Tagen und ebenfalls bei seinem Profidebüt seinen ersten Treffer im Profifussballbereich erzielte.

## Vereinskarriere

### Karrierebeginn beim FC Altstetten und baldiger Wechsel zum Traditionsklub
Seine aktive Karriere als Fussballspieler begann Adili im Nachwuchsbereich des FC Altstetten im Zürcher Stadtteil Altstetten. Von dort kam er im August 2002 als Achtjähriger in Klubs Grasshopper Club Zürich, bei dem er seitdem verschiedene Jugendspielklassen durchlief. Als er zu seinem Profidebüt für den GC kam, war Adili noch Kadermitglied des U-16-Jugendteams des Vereins und kam erst zur Sommerpause vor der Saison 2010/11 in die U-18-Mannschaft des Klubs.

### Profidebüt mit Rekorden
Am 13. Mai 2010 gab der 15 Jahre und 286 Tage alte Adili beim Auswärtsspiel gegen den FC Aarau sein Profidebüt, nachdem der Klub einen Tag zuvor von der Swiss Football League die Erlaubnis bekommen hatte, den jungen Offensivmittelfeldakteur im Erwachsenenbereich einzusetzen. Beim 4:1-Sieg, der den erstmaligen Abstieg des FC Aarau nach 19 Jahren der Zugehörigkeit zur höchsten Schweizer Liga besiegelte, wurde der Sek-Schüler in der 76. Spielminute für Gonzalo Zárate eingewechselt. Zehn Minuten später erzielte er nach Zuspiel des drei Jahre älteren Steven Zuber den Treffer zum 4:1-Endstand. Mit seinem Tor in der höchsten Schweizer Fussballliga unterbot er den seit dem 24. Februar 2002 bestehenden Rekord von Johan Vonlanthen, der an diesem Tag mit 16 Jahren und 23 Tagen zuerst zum jüngsten Spieler und nur sechs Minuten später zum jüngsten NLA-Torschützen der Geschichte geworden war. Mit seinem Treffer ist Adili ausserdem der jüngste europäische Profifussballtorschütze in der Nachkriegszeit. Nur der Italiener Amedeo Amadei, der in der Saison 1936/37 für die AS Rom zu seinem ersten Torerfolg kam, war mit 15 Jahren und 284 Tagen zwei Tage jünger als Adili.
Drei Tage nach seinem ersten Torerfolg kam er aufgrund seiner guten Leistungen in der letzten Runde der Meisterschaft zu einem weiteren Einsatz und wurde dabei in der 61. Spielminute für Martin Steuble eingewechselt. In der Endtabelle der Axpo Super League erreichte er mit der Mannschaft hinter Meister FC Basel und Vizemeister BSC Young Boys den dritten Platz. Er war der jüngste Spieler in der jungen Profimannschaft des Grasshopper Club Zürich. Im Dezember 2011 erlitt Adili einen Kreuzbandriss und kämpfte danach um den Anschluss an die erste Mannschaft. Im Dezember 2012 wurde bekannt, dass er per 1. April 2013 zum Ligakonkurrenten FC Basel wechseln wird.

### Basel
Adili unterzeichnete beim FC Basel im Januar 2013 einen Vertrag über dreieinhalb Jahre bis am 30. Juni 2016. Dazu enthielt der Kontrakt eine Option für ein weiteres Jahr. Sein Debüt für den FC Basel gab er am 1. Juni 2013 im St. Jakob-Park beim 1:0-Heimsieg gegen den FC St. Gallen.

### Galatasaray Istanbul
Er stand von Juli 2014 bis Juli 2018 bei Galatasaray Istanbul unter Vertrag. Für die Spielzeit 2015/16 wurde Adili an FC Wil ausgeliehen. Am 13. Juli 2018 wurde sein Vertrag mit Galatasaray aufgelöst.

## Nationalmannschaftskarriere
Seine ersten internationalen Erfahrungen sammelte der 1,70 m grosse und 61 Kilogramm schwere Offensivspieler im Jahre 2009 mit der Schweizer U-16-Nationalmannschaft, der er bis zum Jahre 2010 angehörte und in dieser Zeit bei sieben Länderspieleinsätzen drei Tore erzielte. Zum ersten Torerfolg für die Mannschaft kam er am 16. August 2009, als er bei einem 4-Länderturnier gegen die U-16-Nachwuchstalente aus Österreich, Deutschland und Gastgeber Liechtenstein zum Einsatz kam und dabei gegen die Liechtensteiner gleich zwei Treffer beisteuerte. Seinen dritten Treffer erzielte er am 8. September 2009 bei einem 6:0-Kantersieg über das estnische U-16-Nationalteam. Sein letztes Spiel für die U-16 absolvierte er am 1. April 2010, als er bei einem 3-Länderturnier gegen die U-16-Auswahlen von Bulgarien und Gastgeber Montenegro gegen die jungen Bulgaren zu einem 60-minütigen Einsatz kam. Nach Siegen gegen beide Nachwuchsnationalmannschaften holte sich das Team von Yves Débonnaire auch den Turniersieg. Bei der Schweizer U-16-Auswahl hatte er auch das Amt des Mannschaftskapitäns inne.
Seit dem 1. Juli 2010 ist Adili auch offizielles Kadermitglied der Schweizer U-17-Auswahl, für die er jedoch bereits davor ins Aufgebot geholt wurde und bis dato (Stand: 2. August 2010) in insgesamt drei Länderspielen zum Einsatz kam, aber torlos blieb. Alle drei Spiele absolvierte er während der U-17-Europameisterschaft 2010 in Liechtenstein, wo er in allen Partien seines Teams auf je drei verschiedenen Positionen zum Einsatz kam. Mit der Mannschaft schied er als schlechteste Mannschaft des gesamten Turniers mit einem Gesamttorverhältnis von 1:10 noch in der Vorrunde in der Gruppe A vom laufenden Wettbewerb aus.

## Persönliches
Adili wurde als Sohn einer Albanerin und eines Türken in Brugg geboren.

## Titel und Erfolge
FC Basel
- Schweizer Meister: 2013, 2014
- Uhrencupsieger: 2013